# (6581) Sobers
(6581) Sobers est un astéroïde de la ceinture principale.

## Description
(6581) Sobers est un astéroïde de la ceinture principale. Il fut découvert le 22 septembre 1981 à l'Observatoire Kleť par Antonín Mrkos. Il présente une orbite caractérisée par un demi-grand axe de 2,30 UA, une excentricité de 0,12 et une inclinaison de 6,0° par rapport à l'écliptique.

## Compléments